# Lamballe
Lamballe (Lambal auf Bretonisch, Lanball auf Gallo) ist eine ehemalige französische Commune nouvelle mit zuletzt 13.441 Einwohnern (Stand 2016) im Département Côtes-d’Armor in der Region Bretagne. Sie gehörte zum Arrondissement Saint-Brieuc und zum Kanton Lamballe.
Die Commune nouvelle Lamballe entstand mit Wirkung vom 1. Januar 2016 durch die Zusammenlegung der Gemeinden Lamballe und Meslin.

## Fusion
Mit Wirkung vom 1. Januar 2019 wurde Lamballe mit den früheren Gemeinden Morieux und Planguenoual fusioniert und dadurch eine neue Commune nouvelle mit dem Namen Lamballe-Armor gebildet. Alle ehemaligen Gemeinden erhielten in der neuen Gemeinde den Status einer Commune déléguée. Der Verwaltungssitz befindet sich im Ort Lamballe.
Der Ort beherbergt das Gestüt Haras national de Lamballe, das auf die Zucht von Pferden eines bretonischen Typs spezialisiert ist, sowie das Musée Mathurin-Méheut über den Maler Mathurin Méheut.
Der Menhir von Guihalon (lokal auch Grosse Pierre genannt) befindet sich östlich von Lamballe.

## Bevölkerungsentwicklung
| Jahr                       | 1962 | 1968 | 1975 | 1982 | 1990 | 1999   | 2008   | 2016   |
| Einwohner                  | 8800 | 9124 | 9330 | 9452 | 9894 | 10.563 | 11.705 | 13.441 |
| Quellen: Cassini und INSEE |      |      |      |      |      |        |        |        |

## Verkehr
Lamballe liegt an der Bahnstrecke Paris–Brest und wird im Regionalverkehr mit TER-Zügen bedient. Es ist ferner Ausgangspunkt der Bahnstrecke Lison–Lamballe nach Lison.

## Baudenkmäler
Siehe: Liste der Monuments historiques in Lamballe

## Persönlichkeiten
- Jean IV. de Brosse († 1564)
- Marie-Louise von Savoyen-Carignan, Prinzessin von Lamballe (1749–1792), genannt „Madame de Lamballe“
- Alexandre Glais-Bizoin (1800–1877), Politiker
- Gustave Téry (1870–1928), Journalist und Schriftsteller
- Louis Deschamps (1878–1925), Politiker
- Mathurin Méheut (1882–1958), Maler
- Mongo Beti (1932–2001), Schriftsteller
- Augusto Pinochet (1915–2006); seine Vorfahren stammten aus Lamballe
- Jean-François Rault (* 1958), Radrennfahrer